# Salomeus trigona
Salomeus trigona är en kräftdjursart. Salomeus trigona ingår i släktet Salomeus och familjen Alpheidae. Inga underarter finns listade i Catalogue of Life.